# Lothar Hohmann

Lothar Hohmann (* 28. Februar 1963 in Freiburg im Breisgau) ist ein deutscher Schauspieler.

## Leben
Lothar Hohmann absolvierte in Basel eine vierjährige Schauspielausbildung. Es folgte ein Engagement an das Freiburger Stadttheater und anschließend an das Stadttheater Bern, wo er Erfahrungen als Schauspieler und Regieassistent unter anderem bei Markus Imhoof sammelte. Danach unternahm er über mehrere Jahre lange Tourneen mit diversen Tourneetheatern wie dem Drei Länder Theater Basel oder den Badischen Kammerschauspielen. Die Tourneen führten über das Goethe-Institut bis Singapur, wo Vorstellungen in englischer Sprache aufgeführt wurden. Auch vor der Fernseh- und Filmkamera arbeitete Hohmann mit bekannten Regisseuren und Schauspielern, darunter Hannelore Elsner und Til Schweiger. Auch mit Michael Gwisdek stand er vor der Kamera, ebenso mit Eva Mattes für zwei Tatortfolgen. Seit 2004 ist Hohmann Ensemblemitglied der Helmut Förnbacher Theater Company. In der freien Theaterszene hat er auch bereits einige Stücke inszeniert, etwa im Jahr 2009 „Das Tagebuch der Anne Frank“ im Roxy Theater in Birsfelden bei Basel.
Lothar Hohmann lebt seit 1991 als freischaffender Schauspieler in Basel, ist verheiratet und hat zwei Kinder.

## Filmografie (Auswahl)
- 1987: Wahlen '87 (TV-Film, Regie Emil Steinberger)
- 1993: Die Kommissarin – Blumen für den Mörder (TV, Regie Jörg Grünler)
- 1998: Fahndungsakte (TV, Regie Jürgen Podzkiewitz)
- 2001: Tatort – Schlaraffenland (TV, Regie Nina Grosse)
- 2002: Tatort – 1000 Tode (TV, Regie Jobst C. Oetzmann)
- 2006: Welthund (Kinofilm, Regie Ueli Ackermann)
- 2012: Sonnenstrahl (Kurzfilm, Regie Guido Villaclara)
- 2012: A dream from Adrian Kraus (Kurzfilm, Regie Guido Villaclara)

## Theater (Auswahl)
- 1987: Diverse Rollen in Staatstheater von Mauricio Kagel, Stadttheater Freiburg im Breisgau
- 1987/89: Wachtmeister in Anatevka, Stadttheater Bern
- 1989/91: Diverse Jugendstücke, Badische Kammerschauspiele (Tourneen)
- 1991: Jean in Fräulein Julie
- 1991/94: Columbus in Christoph Columbus, Theater „Die Katakombe“ (Frankfurt)
- 1994: Leonce in Leonce und Lena, Theater „Die Katakombe“ (Frankfurt)
- 1994: „Tiger“ Brown in Die Dreigroschenoper, Theater „Die Katakombe“ (Frankfurt)
- 1994: Captain Lombart in Agatha Christies „10 kleine Negerlein“, Drei Länder Theater Basel
- 1995: Wenzel Strapinski in Kleider machen Leute, Drei Länder Theater Basel
- 1995: Simon Doyle in Agatha Christies „Der Tod auf dem Nil“, Drei Länder Theater Basel
- 1997: Ripafratta in Mirandolina, Drei Länder Theater Basel
- 2001: William Shakespeare in Es war die Lerche, Drei Länder Theater Basel
- 2002: Cassio in Othello, Drei Länder Theater Basel
- 2002: Vogelscheuche/Hunk in Der Zauberer von Oz, Theater beider Basel
- 2002: Stanley Kowalski in Endstation Sehnsucht, Regie Tom Müller, Theater beider Basel
- 2004: Fernando in Stella (Goethe), Helmut Förnbacher Theater Company
- 2004: Brutus in Julius Cäsar, Helmut Förnbacher Theater Company
- 2004: Michel Houille in Gott des Gemetzels, Regie Verena Buss, Helmut Förnbacher Theater Company
- 2004/13: Graham in Ladies Night (The full Monty), Helmut Förnbacher Theater Company
- 2007: Jack Worthing in Bunbury, Helmut Förnbacher Theater Company
- 2009: Regie Das Tagebuch der Anne Frank, Roxy Theater in Birsfelden bei Basel
- 2012: Lord Bolingbroke in Das Glas Wasser, Helmut Förnbacher Theater Company
- 2014: Der Mann in Offene Zweierbeziehung, Helmut Förnbacher Theater Company[1]
- 2015: Psychiater in Harold und Maude, Helmut Förnbacher Theater Company
- 2019: Benny und Stalin in Der Hundertjährige, der aus dem Fenster stieg, Regie Sandra Förnbacher, Helmut Förnbacher Theater Company
- 2019: Frank Scarron in Die Hose, Regie Verena Buss, Helmut Förnbacher Theater Company
- 2020/21: Jonathan Brewster in Arsen und Spitzenhäubchen, Helmut Förnbacher Theater Company
- 2019/21: Dr. Diafoirus in Der eingebildete Kranke, Helmut Förnbacher Theater Company
- 2022/23: Gordon in Vier Männer im Nebel, Wallgraben Theater Freiburg im Breisgau
- 2022/23: Regie Sei lieb zu meiner Frau, Kammertheater Riehen

## Sprechtätigkeiten
- 1995: Apple Macintosh, Sprecher, Regie Roger Maeder
- 1997: Die ungefähre Welt, Sprecher, Regie Heiner Vogler